# Ричмънд (Сан Франциско)
Вижте пояснителната страница за други значения на Ричмънд.
Ричмънд или Ричмънда, както го наричат някои българи в района, (Richmond District или The Richmond) е квартал в град Сан Франциско, щата Калифорния, САЩ.
Ричмънда се намира в северозападната част на Сан Франциско, на север от Голдън Гейт парк. Границите му са ул. „Фултън“ (Fulton Street) на юг, ул. „Аргуело“ (Arguello Street) на изток, Президио и Линкълн парк (Lincoln Park) на север, Оушън Бийч и Тихия океан на запад.
В квартала живеят голям брой руснаци и руски евреи. Има руски магазини, чайни, църкви и други стопански обекти. Руска реч се чува на доста места. Руска реч се чува и на други места в Сан Франциско и в Райна на залива, но тук е по-концентрирана.